# Dana International
Dana International (hebräisch דנה אינטרנשיונל; geboren am 2. Februar 1969 in Tel Aviv; eigentlich Sharon Cohen, hebräisch שרון כהן) ist eine israelische Popsängerin. 1998 gewann sie mit dem Song Diva in Birmingham den Eurovision Song Contest. Sie ist transgeschlechtlich und eine Ikone der LGBT-Bewegung in Israel und in Ägypten.

## Karriere
Im Jahr 1995 hatte sie an der israelischen Vorentscheidung für den Eurovision Song Contest mit dem Titel Layla tov Europa teilgenommen und wurde Zweite hinter der Sängerin Liora. 1998 setzte sie sich in der Qualifikation durch und gewann auch den Hauptwettbewerb mit Diva. Es war Israels dritter Sieg beim Eurovision Song Contest. Die Teilnahme der transgeschlechtlichen Dana International sorgte in ihrem Heimatland für Widerstand in religiösen Kreisen, die forderten, einen konservativeren Beitrag in den Wettbewerb zu entsenden. Im Nachbarland Ägypten wurde die arabische Version ihres Titels verboten.
Beim Eurovision Song Contest 1999 in Jerusalem trat Dana International in der Pause zwischen den Beiträgen und der Wertung mit dem Lied Dror Yikra und Stevie Wonders Lied Free vor den Stadtmauern von Jerusalem auf. Ihre Popularität setzt Dana International gezielt für die Verteidigung der Rechte sexueller Minderheiten ein. 1999 nahm sie an einer Kampagne der niederländischen Sektion von Amnesty International teil, die auf Menschenrechtsverletzungen an Schwulen und Lesben aufmerksam machen wollte. Bei der 50-jährigen Jubiläums-Show des Eurovision Song Contests 2005 in Kopenhagen war sie mit ihrem Siegersong von 1998 vertreten und trug im Medley bekannter Eurovision-Hits den Song Parlez-vous français von Baccara vor.
Beim Eurovision Song Contest 2008 in Belgrad interpretierte der Sänger Boaz Mauda den von Dana International geschriebenen Song Ke'ilu Kan (The Fire in Your Eyes), der sich bei der israelischen Vorentscheidung am 26. Februar 2008 gegen vier weitere Songs durchgesetzt hatte und Mauda im Finale des Song Contest am 24. Mai 2008 einen neunten Platz einbrachte. Ihr am 15. August 2007 in Israel veröffentlichtes Album Hakol Ze Letova (All Is For Good) war das erste Studioalbum nach über vier Jahren. Die Single-Auskopplung Love Boy sorgte für ein Comeback in Israel. 2011 vertrat sie Israel mit dem Lied Ding Dong beim Eurovision Song Contest in Düsseldorf und schied im zweiten Halbfinale am 12. Mai aus.

## Diskografie

### Alben
- 1993: Dana International
- 1994: Umpatampa
- 1995: E.P.Tampa
- 1996: Maganuna
- 1998: The Album
- 1999: Free
- 2001: Yoter ve yoter
- 2002: Ha’chalom ha’efshari
- 2007: Hakol ze letova [All is for good]

### Kompilationen
- 1998: Diva ha-osef

### Singles
| - 1992: Sa’ida Sultana - 1993: Dana International - 1993: Fata Morgana - 1993: Mishak ha’dmaot - 1993: Samar Mar - 1993: Yes sir, I Can Boogie - 1994: Ani lo yechola biladecha - 1994: Nosa’at Le Petra - 1994: Yeshnan banot - 1995: Betula - 1995: Layla Tov, Europa - 1995: Ani rotsa lichyot - 1996: Maganuna - 1996: Menafnefet - 1996: Don Quixote - 1996: Let Kiss - 1996: Yesh bo esh - 1996: Cinque Milla - 1998: Diva - 1999: Woman in Love - 1999: Free - 1999: Ani ohevet - 1999: Ad sof ha’zman - 2000: Mocher ha’prachim - 2000: Lama katafta li’shir - 2001: Nitzachti - 2001: We’achre Ha’kol - 2002: Yoter Ve’Yoter - 2002: Ten Lichyot - 2002: Sipur Katzar - 2002: Tachlom | - 2002: Makat chom - 2002: He’Chalom Ha’Efshari - 2004: Cinque Milla 2004 - 2005: Strike it Up - 2005: Lola - 2006: Kiss Your Money Bye Bye - 2006: Sleeping with Me - 2007: Hakol Ze Letova - 2007: Love Boy - 2007: At Muchana - 2007: Seret hodi (mit Idan Yaniv) - 2008: Yom huledet - 2008: I Need Your Love (mit Ne Angeli) - 2009: Alay (mit Subliminal) - 2011: Ding dong - 2013: Ma la’asot - 2013: Loca - 2013: Ir shlema - 2014: Down on Me - 2014: Yeladim Ze Simcha - 2014: Emunot Ktanot - 2016: We Can Make It (mit Offer Nissim) - 2017: Ruti - 2017: Yesh Li Akhava - 2017: Nisheret Itkha - 2019: Diva to Diva (mit Charlotte Perrelli) - 2022: אחלה גבר (mit Static & Ben El) - 2023: La Cucaracha - 2023: Big D*** Energy (mit Itay Galo) - 2024: Shkia Ahat - 2024: תדליקו-את-האור (mit Moshe Peretz) |

## Auszeichnungen für Musikverkäufe
| Goldene Schallplatte - Belgien - 1998: für die Single Diva |

| Land/RegionAuszeichnungen für Musikverkäufe (Land/Region, Auszeichnungen, Verkäufe, Quellen) | Gold  | Platin | Verkäufe | Quellen     |
| -------------------------------------------------------------------------------------------- | ----- | ------ | -------- | ----------- |
| Belgien (BRMA)                                                                               | Gold1 | —      | 25.000   | ultratop.be |
| Insgesamt                                                                                    | Gold1 | —      |          |             |